# لاسلو لوواس
لاسلو لوواس (مجاری: Lovász László؛ متولد ۹ مارس ۱۹۴۸ در بوداپست) استاد و ریاضیدان مجاری آمریکایی است که بیشتر برای کارهایش در ترکیبیات شناخته شده و برای پژوهش در این زمینه به‌صورت مشترک با آوی ویگدرسون در ۲۰۲۱ برندهٔ جایزه آبل شد. او از ‎۲۰۰۷ – ۲۰۱۰ ریاست اتحادیه جهانی ریاضیات و از ‎۲۰۱۴ – ۲۰۲۰ ریاست فرهنگستان علوم مجارستان را بر عهده داشت.
او در سال ۲۰۰۷ طی سفری به ایران از پژوهشگاه دانش بنیادی بازدید کرد.

## سوابق حرفه‌ای
لوواس برنده مدال طلا در المپیاد جهانی ریاضی در ۱۹۶۴، ۱۹۶۵و ۱۹۶۶ بود و پسر او نیز در سال ۲۰۰۸ این موفقیت را تکرار کرد. پس از فارغ‌التحصیلی، لوواس تا ۱۹۷۵ به عنوان محقق ارشد در گروه هندسه دانشگاه اتووش لوراند کار کرد. بین ‎۱۹۷۵–۱۹۸۲ به عنوان دانشیار، ریاست گروه هندسه در دانشگاه یوژف آتیلا را بر عهده داشت و در ۱۹۷۸، به عنوان استاد دانشگاه منصوب شد. او در سال ۱۹۸۲ به دانشگاه اتووش لوراند بازگشت و یک سال بعد رئیس دانشکده کامپیوتر شد. وی از ‎۲۰۰۶–۲۰۰۸ مدیر مؤسسه ریاضیات دانشگاه اتووش لوراند بود. او از سال ۱۹۸۷ استاد پاره وقت در دانشگاه پرینستون و ‎۱۹۹۳–۱۹۹۹ استاد دانشگاه ییل بود؛ وی همچنین استاد مدعو دانشگاه وندربیلت ‎۱۹۷۲–۱۹۷۳ و استاد مدعو ‎ ۱۹۸۴–۱۹۸ در دانشگاه بن بود. لوواس در سال ۲۰۱۸ بازنشسته شد.

## تحقیقات
لوواس در توسعهٔ روش‌هایی تکمیلی برای تکنیک گراف تصادفی با پال اردوش در دهه ۱۹۷۰همکاری داشت. این همکاری شامل لم محلی لوواس است که به یک روش استاندارد برای اثبات وجود گراف‌های نادر تبدیل شده‌است. همچنین در نظریه گراف، لوواس گراف نسر را اثبات و به فرموله کردن حدس اردوش–فابر–لوواس کمک کرد.